# Pseudominthodes scutellaris
Pseudominthodes scutellaris är en tvåvingeart som beskrevs av Townsend 1933. Pseudominthodes scutellaris ingår i släktet Pseudominthodes och familjen parasitflugor. Inga underarter finns listade i Catalogue of Life.